# 俄罗斯共产主义工人党
俄罗斯共产主义工人党（羅馬化：Rossiyskaya Kommunisticheskaya Rabochaya Partiya），简称俄共工党（РКРП，RKRP），是俄罗斯的一个已不存在的共产主义政党。该党成立于1991年11月。该党奉行斯大林主义。2001年10月，该党和俄罗斯共产党人党合并为俄罗斯共产主义工人党—共产党人革命党。